# 尤利亞·多姆娜
尤利亞·多姆娜 （Julia Domna，160年—217年）是羅馬帝國塞維魯王朝皇帝塞普蒂米烏斯·塞維魯的皇后，卡拉卡拉和蓋塔的母親。她聞名於那驚人的學習能力以及在政治上非凡的影響力。她是羅馬帝國史上最有權力的女人，在當時她是帝國實際上的統治者。